# The Spiral
The Spiral, znany również jako 66 Hudson Boulevard – 66-kondygnacyjny wieżowiec o wysokości 1031 stóp (314 m) i powierzchni 265 000 m², położony przy ulicy 34th Street pomiędzy Hudson Boulevard i Tenth Avenue w Hudson Yards na terenie Manhattanu w Nowym Jorku. Projekt budynku został wykonany przez Tishmana Speyera, a wybudowany przez przedsiębiorstwo Turner Construction. Budynek został oddany do użytku w 2023 roku.
Budynek został nazwany The Spiral, ponieważ na każdym piętrze wieżowca znajdują się ogrody, które otaczają fasadę budynku ciągłą zieloną ścieżką. Zostały one zaprojektowane i wykonane przez przedsiębiorstwo Bjarke Ingels Group, natomiast przedsiębiorstwo Space Copenhagen zajmowało się projektowaniem wnętrza budynku. We wnętrzu wieżowca znajduje się także klub i taras z panoramicznym widokiem na Nowy Jork na 66. piętrze, a także salon.

## Historia

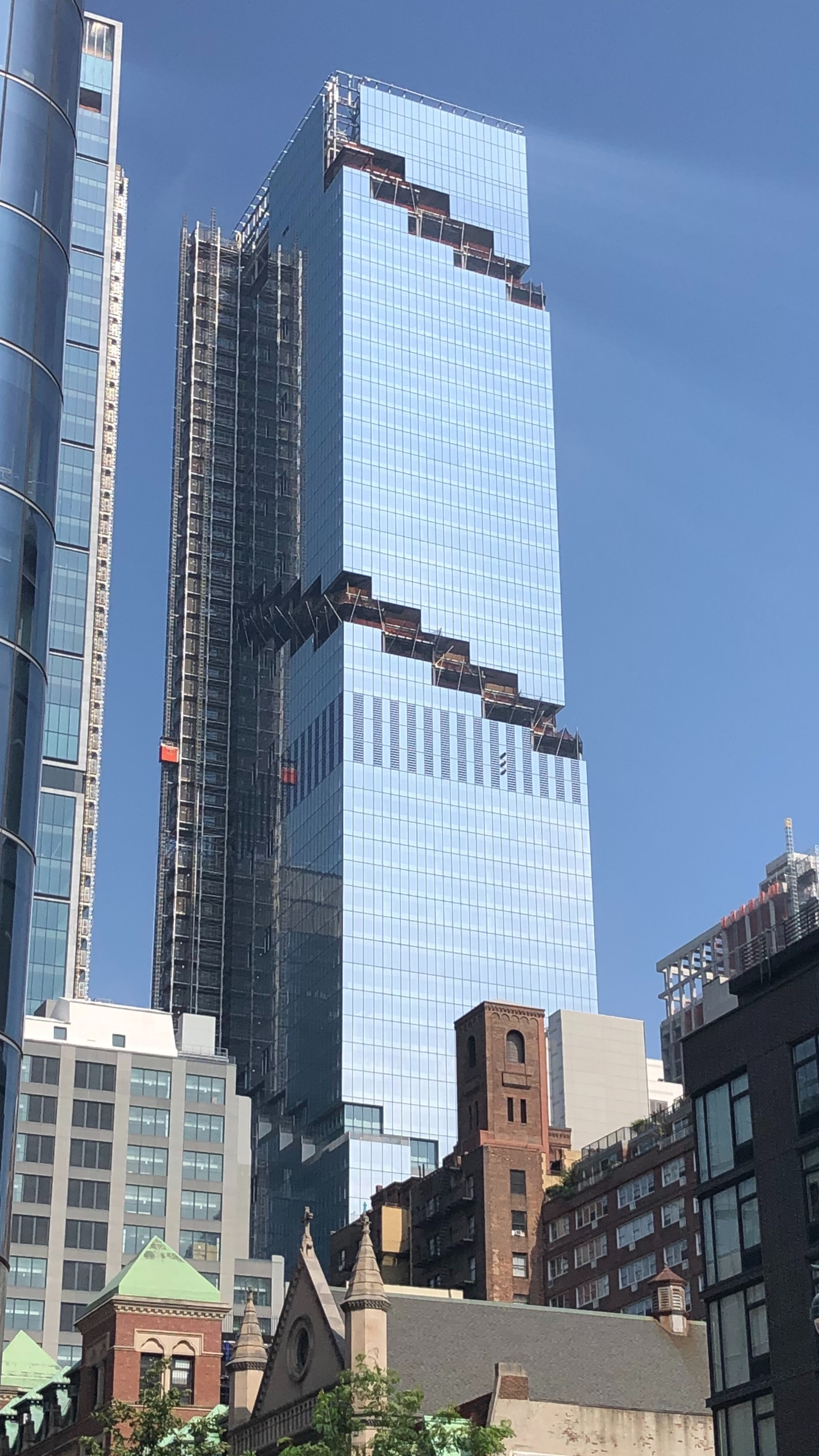
Plac budowy w sierpniu 2021

Projekt wieżowca został wykonany w 2014 roku i według projektu miał on nosić nazwę Hudson Spire, z wysokością architektoniczną 2000 stóp (610 m). Był on wtedy reklamowany jako najwyższy budynek na półkuli zachodniej. Amerykański architekt Tishman Speyer wydał 438 milionów dolarów na zakup terenu pod wybudowanie budynku.
Pod koniec 2015 roku Tishman Speyer zapłacił 25 milionów dolarów dwóm mężczyznom, którzy mieszkali razem jako najemcy w czteropiętrowym budynku znajdującym się w miejscu, gdzie miał zostać wybudowany The Spiral, aby skłonić ich do przeniesienia się. We wrześniu 2016 roku plany budowy wieżowca z 2014 roku zostały zamienione na nowe.
W kwietniu 2018 roku fundusz inwestycyjny zajmujący się inwestycjami w nieruchomości hipoteczne zarządzany przez przedsiębiorstwo Blackstone Inc. udzielił kredytu budowlanego o wartości 1,8 miliarda dolarów na budowę The Siral, co było jedną z największych tego typu pożyczek w historii Nowego Jorku. W styczniu 2021 roku na budynku zamontowano wiechę.
W marcu 2023 roku wieżowiec The Spiral zdobył nagrodę CoStar Impact Award za „najlepszą inwestycję komercyjną” w regionie Nowego Jorku.

## Najemcy
Wieżowiec posiada 265 000 m² powierzchni użytkowej. U podstawy budynku znajduje się restauracja prowadzona przez Erika Ramireza i Juana Correę.
Najemcy obejmują:
- Piętro 2: NewYork-Presbyterian Hospital – Och Spine Center[7][8]
- Piętro 3, 5: firma HSBC Holdings[9][10]
- Piętro 7-21: firma Pfizer[11]
- Piętro 22: firma Baker Tilly[12]
- Piętro 25-28: firma AllianceBernstein[13]
- Piętro 28: firma ProShares i SEB Group[14]
- Piętro 32-33: firma Marshall Wace[14][15]
- Piętro 35-36:  firma Turner Construction[16][17]
- Piętro 40-52: firma Debevoise & Plimpton[18][19]